# 藤原葛野麻呂
藤原 葛野麻呂（ふじわら の かどのまろ）は、奈良時代から平安時代初期にかけての公卿。藤原北家、大納言・藤原小黒麻呂の長男。官位は正三位・中納言。

## 経歴
妹・上子が桓武天皇の後宮に入ったために重んじられる。延暦4年（785年）従五位下に叙され、延暦6年（787年）陸奥介に任ぜられる。延暦10年（791年）少納言として京官に復すと、次いで右少弁と太政官の三等官を歴任する。平安京の造宮使にも任ぜられ、延暦12年（793年）には官人に新京の宅地を配分している。延暦13年（794年）正五位下・左少弁に叙任されると、延暦14年（795年）従四位下・左中弁、延暦16年（797年）以前に右大弁と、要職である弁官を務めながら急速な昇進を果たした。また、皇太子・安殿親王の春宮亮のち大夫も兼ねている。
延暦20年（801年）遣唐大使に任命される。延暦22年（803年）正月に従四位上に叙せられ、4月に節刀を授けられて難波津より出航するが、まもなく暴風雨を受けて遣唐使船が破損して航海が不可能となる。延暦23年（804年）7月に再度唐に向け出航し、8月に福州に漂着する。遣唐使の証である印符がはぐれた第二船（最澄はその船に乗船していた）にあった事と、葛野麻呂が自らしたためて提出した事情説明文が悪文だった事により身分を疑われる事態となり、同船の空海に代筆させた文書を提出してようやく遣唐使であると了解させている。同年12月に長安城に入って徳宗への謁見を果たし、翌延暦24年（805年）正月の徳宗崩御と順宗即位にも遭遇した。同年5月に明州から帰国の途に就き、対馬国を経由して7月に帰国し節刀の返上を果たし、唐の情勢に関する報告を行っている。同月末には大使の功労により、従四位上から一挙に従三位にまで昇叙され公卿に列した。
延暦25年（806年）安殿親王の即位（平城天皇）に伴い、それまで春宮大夫として仕えていた葛野麻呂は直ちに権参議さらに参議に昇進し、式部卿を兼ねた。同年5月の観察使制度の制定により東海道観察使に任ぜられるが、8月には以下の言上を行って許されている。
- 正税の出挙を行う際、貸し付けた稲の元本部分は穎稲で収納し、利息の部分は穀で収納する事で、元本部分を早生と晩生とを区別して種子に充当するように勅が出されている。しかし、延暦17年（798年）の格による出挙の貸付も収納共に穀で行う定めを悪用し、国司らは公廨稲の利稲や出挙稲を全て玄米で収納している。本来は長期保管のために、穎や穀で収納するように定めているところ、玄米として翌年に使い切ってしまうのは、むやみに民を疲弊させるだけで、公の役に立たない。そこで、雑用稲や公廨稲を玄米として収納することを禁止すべき。

その後も天皇の近臣として重用され、大同3年（808年）中納言、翌大同4年（809年）に正三位に叙任された。
大同5年（810年）薬子の変が発生した際には、平城上皇に対して挙兵のために東国へ向かう事を思いとどまるよう、左馬頭・藤原真雄と共に諌めたが受け入れられなかった。変後の処置では藤原薬子と縁戚関係であった事から重罪とされるが、上皇に対して懇切な諫言を行った事が認められ処罰を逃れた。
弘仁3年（812年）右大臣・藤原内麻呂の死去により、右大臣・藤原園人に次いで太政官で次席の地位を占めるが、その後も官職は中納言のままで留め置かれた。また、嵯峨天皇の下において、藤原冬嗣・秋篠安人らと『弘仁格式』の編纂にも関わっている。
弘仁9年（818年）6月に20歳年下で前年に中納言へ昇進したばかりの藤原冬嗣が大納言に任ぜられて昇進を越されてしまうと、葛野麻呂は同年11月10日薨去。享年64。最終官位は正三位中納言。
死後、承和元年（834年）には、子・常嗣が父に続いて遣唐大使（実際に渡唐した最後の遣唐使）に任命されている。

## 官歴
注記のないものは『六国史』による。
- 時期不詳：正六位上
- 延暦4年（785年） 正月7日：従五位下
- 延暦5年（786年） 9月29日：摂津国班田次官
- 延暦6年（787年） 2月25日：陸奥介
- 延暦10年（791年） 7月4日：少納言。11月8日：右少弁
- 延暦13年（794年） 正月7日：従五位上[6]。2月25日：春宮亮（春宮・安殿親王）[6]。3月29日：兼左少弁[6]。10月28日：正五位下[6]
- 延暦14年（795年） 2月19日：右中弁[6]。4月：従四位下[6][7]。7月：左中弁
- 時期不詳：右大弁
- 延暦16年（797年） 2月9日：兼春宮大夫
- 延暦18年（799年） 正月29日：大宰大弐
- 延暦20年（801年） 8月10日：遣唐大使、兼越前守
- 延暦23年（804年） 正月：従四位上[6]
- 延暦24年（805年） 正月16日：刑部卿、越前守如元。7月25日：従三位
- 延暦25年（806年） 2月16日：春宮大夫。3月18日：御装束司（桓武天皇崩御）、権参議。4月18日：参議兼式部卿。5月24日：東海道観察使[6]
- 大同2年（807年） 4月16日：停参議
- 大同3年（808年） 2月：中納言、式部卿如元[6]
- 大同4年（809年） 3月30日：正三位。4月14日：兼東宮傅（春宮：高岳親王）[6]
- 大同5年（810年） 9月13日：去東宮傅[6]
- 弘仁3年（812年） 12月5日：兼民部卿
- 弘仁9年（818年） 11月10日：薨去（正三位中納言）

## 系譜
『尊卑分脈』による。
- 父：藤原小黒麻呂
- 母：太秦嶋麻呂の女
- 妻：伊蘇志総麻呂の女
  - 男子：藤原永宗
- 妻：菅野浄子（菅野池成の女）
  - 七男：藤原常嗣（796-840）
- 妻：和気清麻呂の女
  - 男子：藤原氏宗（810-872）
- 妻：山輪王の女
  - 男子：藤原安棟
- 生母不明
  - 男子：藤原常永（?-867）
  - 男子：藤原豊宗
  - 男子：藤原高貞
  - 男子：藤原弟貞
  - 男子：藤原後継
  - 男子：藤原是緒